# Mayor-Synagoge (Bursa)

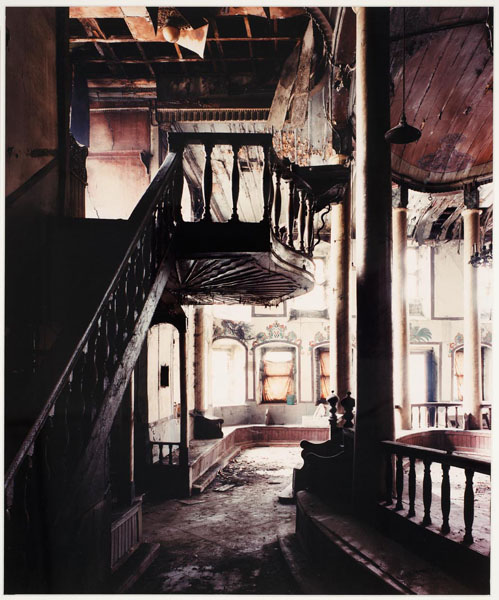
Mayor-Synagoge (1996)

Die Mayor-Synagoge oder auch Synagoge Mejor (türkisch Mayor Sinagoğu) ist eine sephardische Synagoge des orthodoxen Judentums an der Arap-Şükrü-Straße in der türkischen Großstadt Bursa.
Die Synagoge wurde von Juden gegründet, die sich im Osmanischen Reich ansiedelten, nachdem sie durch das Alhambra-Edikt aus Mallorca vertrieben wurden. Das heutige Gebäude wurde  im 15. Jahrhundert, oder aber auch im späten 16. Jahrhundert errichtet.
Die Mayor-Synagoge war bis zum Jahre 1975, als sie wegen finanzieller Schwierigkeiten geschlossen wurde, in ständiger Nutzung als Gotteshaus. Forscher, die die Synagoge im Jahre 1996 besuchten, fanden sie verlassen, aufgegeben und in einem zerstörten Zustand wieder. Nach Angaben der türkischen Regierung allerdings wird das Gebäude weiterhin für besondere Ereignisse und die Waschung der Toten genutzt.